# Сборная Сербии по футболу (до 21 года)
Сборная Сербии по футболу до 21 года (серб. Фудбалска репрезентација Србије до 21 године) — команда, в составе которой могут выступать футболисты Сербии не старше 21 года. Собирается команда под руководством Футбольного союза Сербии. Является правопреемником молодёжной сборной Югославии. Технический спонсор команды — компания Puma. Чемпион мира 2015 года среди молодёжных команд.

## История
После распада СФРЮ в 1992 году была образована молодёжная сборная СРЮ. В 2003 году страна (и сборная) сменила имя на Союз Сербии и Черногории. В июне 2006 года Союз распался и сборная обрела своё нынешнее название. Наибольших успехов в рамках молодёжного чемпионата Европы команда добилась в 2004 и 2007 годах — тогда команда оставалась в шаге от титула, уступая в финальном матче сборным Италии (0:3) и Нидерландов (1:4). Команда дважды принимала участие в финальном олимпийском турнире, но сумела в шести матчах взять только одно очко и заканчивала выступления на последнем месте в группе.
Благодаря выступлению юношеской сборной из игроков не старше 19 лет на чемпионате Европы 2014 года в 2015 году молодёжная сборная получила право играть на чемпионате мира 2015 года в Новой Зеландии (для игроков не старше 20 лет). Сборная проиграла только один матч на турнире — на групповом этапе Уругваю. Все остальные матчи Сербия выиграла: исход матчей в плей-офф решался не в основное время (Венгрию удалось пройти в 1/8 финала в дополнительное время, США в 1/4 финала в серии пенальти, Мали в 1/2 финала в дополнительное время и Бразилию в финале в дополнительное время). Бразилия была повержена со счётом 2:1 в финале 20 июня 2015.

## Выступление на соревнованиях

### Чемпионаты Европы
- 1994 — Отстранена.
- 1996 — Отстранена.
- 1998 — Не прошла квалификацию.
- 2000 — Не прошла квалификацию.
- 2002 — Не прошла квалификацию.
- 2004 — Серебро.
- 2006 — Полуфинал.
- 2007 — Серебро.
- 2009 — Групповая стадия.
- 2011 — Не прошла квалификацию.
- 2013 — Не прошла квалификацию.
- 2015 — Групповая стадия.
- 2017 — Групповая стадия.
- 2019 — Квалифицировалась.

### Олимпийские игры
- 1996 — Санкции ООН
- 2000 — Не прошла квалификацию.
- 2004 — 4-е место в группе.
- 2008 — 4-е место в группе.
- 2012 — Не прошла квалификацию.
- 2016 — Не прошла квалификацию.

## Тренеры
- Звонко Живкович (2021—н. в.)
- Илия Столица (2019—2021)
- Горан Джорович (2017—2019)
- Ненад Лалатович (2017)
- Томислав Сивич (2015—2016)
- Младен Додич (2015)
- Радован Чурчич (2013—2014)
- Александар Янкович (2010—2012)
- Томислав Сивич (2010) и. о.
- Ратомир Дуйкович (15 Июля 2009—2010)
- Слободан Крчмаревич (23 Июля 2007 — 15 Июля 2009)
- Мирослав Джюкич (Июль 2006 — Июль 2007)
- Драгомир Окука (15 Марта 2005 — Июль 2006)
- Милорад Косанович (2004 — 8 Марта 2005)
- Владимир Петрович (Март 2002—2004)
- Никола Ракойевич (2000—2002)
- Милован Джёрич (1998—2000)